# Зелёное (Бобровицкий район)
Зеле́ное (укр. Зелене) – село, расположенное на территории Бобровицкого района Черниговской области (Украина).
Население составляет 91 житель (2006 год). Плотность населения — 95,39 чел/кв.км.
Впервые упоминается в 1939 году.
Село Зеленое находится примерно в 21 км к востоку от центра города Бобровица. Средняя высота населённого пункта — 132 м над уровнем моря. Село находится в зоне умеренно континентального климата.
Национальный состав представлен преимущественно украинцами, конфессиональный состав — христианами.